# Гіффорд (Південна Кароліна)
Гіффорд (англ. Gifford) — місто (англ. town) в США, в окрузі Гемптон штату Південна Кароліна. Населення — 257 осіб (2020).

## Географія
Гіффорд розташований за координатами 32°51′36″ пн. ш. 81°14′19″ зх. д. / 32.86000° пн. ш. 81.23861° зх. д. (32.860035, -81.238507).  За даними Бюро перепису населення США в 2010 році місто мало площу 2,50 км², уся площа — суходіл.

## Демографія
Згідно з переписом 2010 року, у місті мешкало 288 осіб у 103 домогосподарствах у складі 72 родин. Густота населення становила 115 осіб/км².  Було 149 помешкань (59/км²).
Расовий склад населення:
| - 94,1 % — чорних або афроамериканців - 4,2 % — білих |

До двох чи більше рас належало 1,4 %. Частка іспаномовних становила 0,0 % від усіх жителів.
За віковим діапазоном населення розподілялося таким чином: 24,7 % — особи молодші 18 років, 62,5 % — особи у віці 18—64 років, 12,8 % — особи у віці 65 років та старші. Медіана віку мешканця становила 35,6 року. На 100 осіб жіночої статі у місті припадало 93,3 чоловіків;  на 100 жінок у віці від 18 років та старших — 87,1 чоловіків також старших 18 років.
Середній дохід на одне домашнє господарство  становив 26 185 доларів США (медіана — 28 313), а середній дохід на одну сім'ю — 28 704 долари (медіана — 29 750). За межею бідності перебувало 35,5 % осіб, у тому числі 47,8 % дітей у віці до 18 років та 38,5 % осіб у віці 65 років та старших.
Цивільне працевлаштоване населення становило 105 осіб. Основні галузі зайнятості: мистецтво, розваги та відпочинок — 27,6 %, публічна адміністрація — 17,1 %, освіта, охорона здоров'я та соціальна допомога — 9,5 %, будівництво — 9,5 %.